# ألكسندر كوستوسكي
ألكسندر كوستوسكي مواليد 5 مارس 1988 في سكوبيه، جمهورية مقدونيا، هو لاعب كرة سلة مقدوني. بدأ مسيرته الاحترافية في سنة 2004. يلعب مع بيتيشت في الدوري الروماني لكرة السلة كلاعب هجوم خلفي. يحمل الرقم 77. لعب مع بي سي إم جرافيلين وإم زد تي سكوبيه.

## روابط خارجية
- ألكسندر كوستوسكي على موقع الاتحاد الدولي لكرة السلة (الإنجليزية)
- ألكسندر كوستوسكي على موقع كرة السلة الأوروبية.كوم (الإنجليزية)
- ألكسندر كوستوسكي على موقع ريلجم (الإنجليزية)
- ألكسندر كوستوسكي على موقع بروبوليرز (الإنجليزية)
- ألكسندر كوستوسكي على موقع سبورتس رفرنس (الإنجليزية)